# Scarabaeus planifrons
Scarabaeus planifrons är en skalbaggsart som beskrevs av Leon Fairmaire 1884. Scarabaeus planifrons ingår i släktet Scarabaeus och familjen bladhorningar. Inga underarter finns listade i Catalogue of Life.